# Pfarrkirche Sibratsgfäll

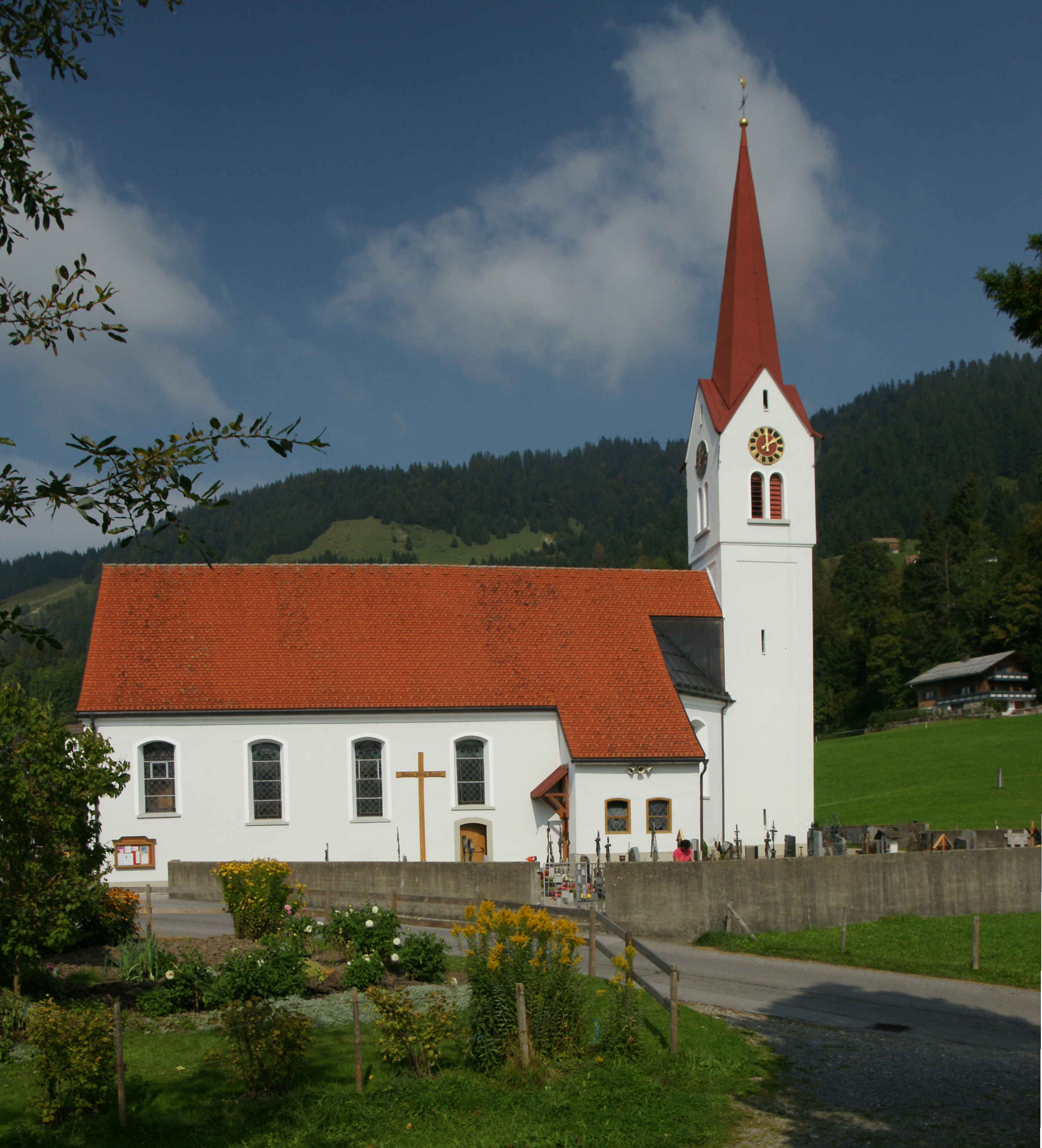
Pfarrkirche Sibratsgfäll

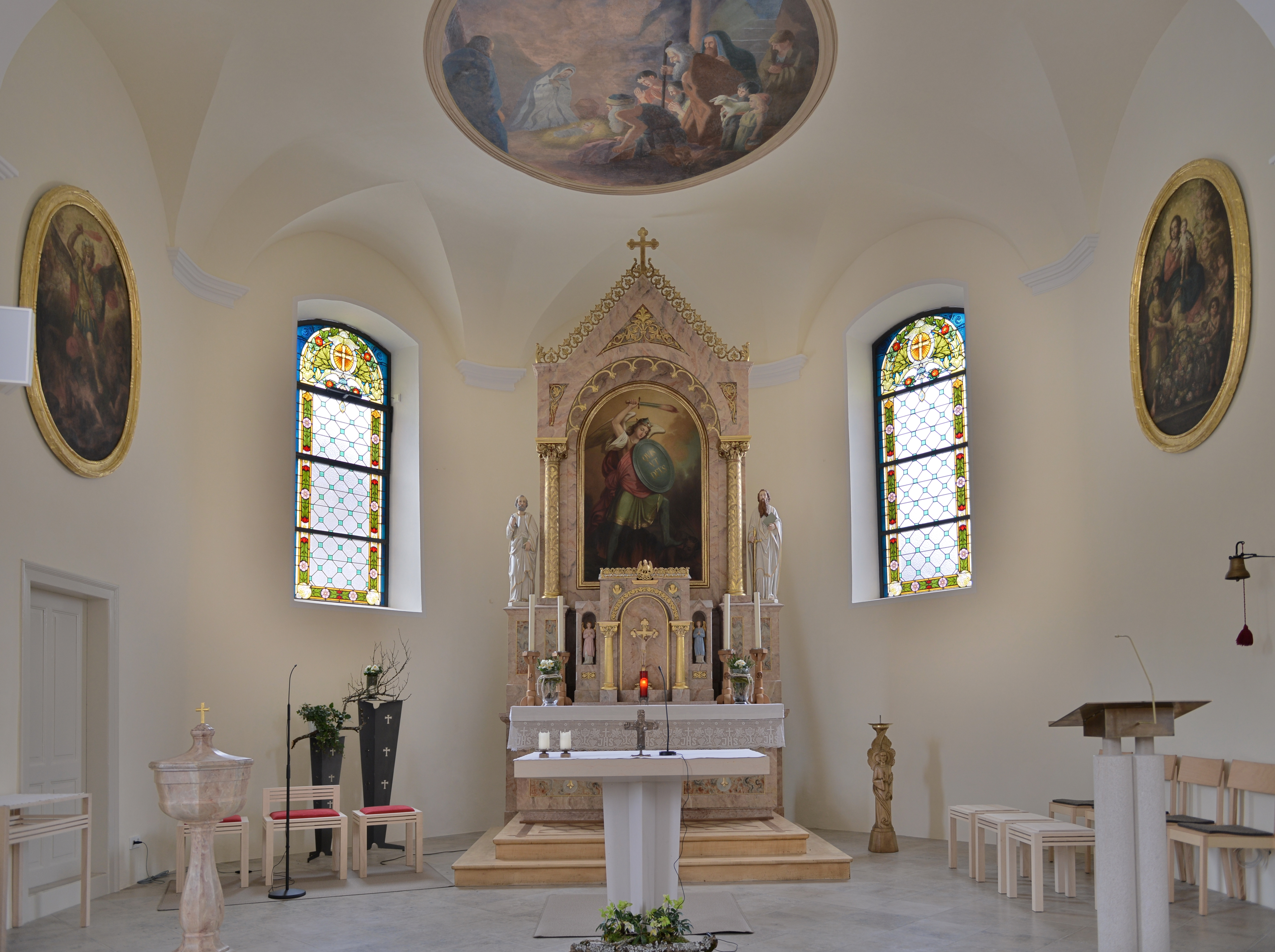
Apsis

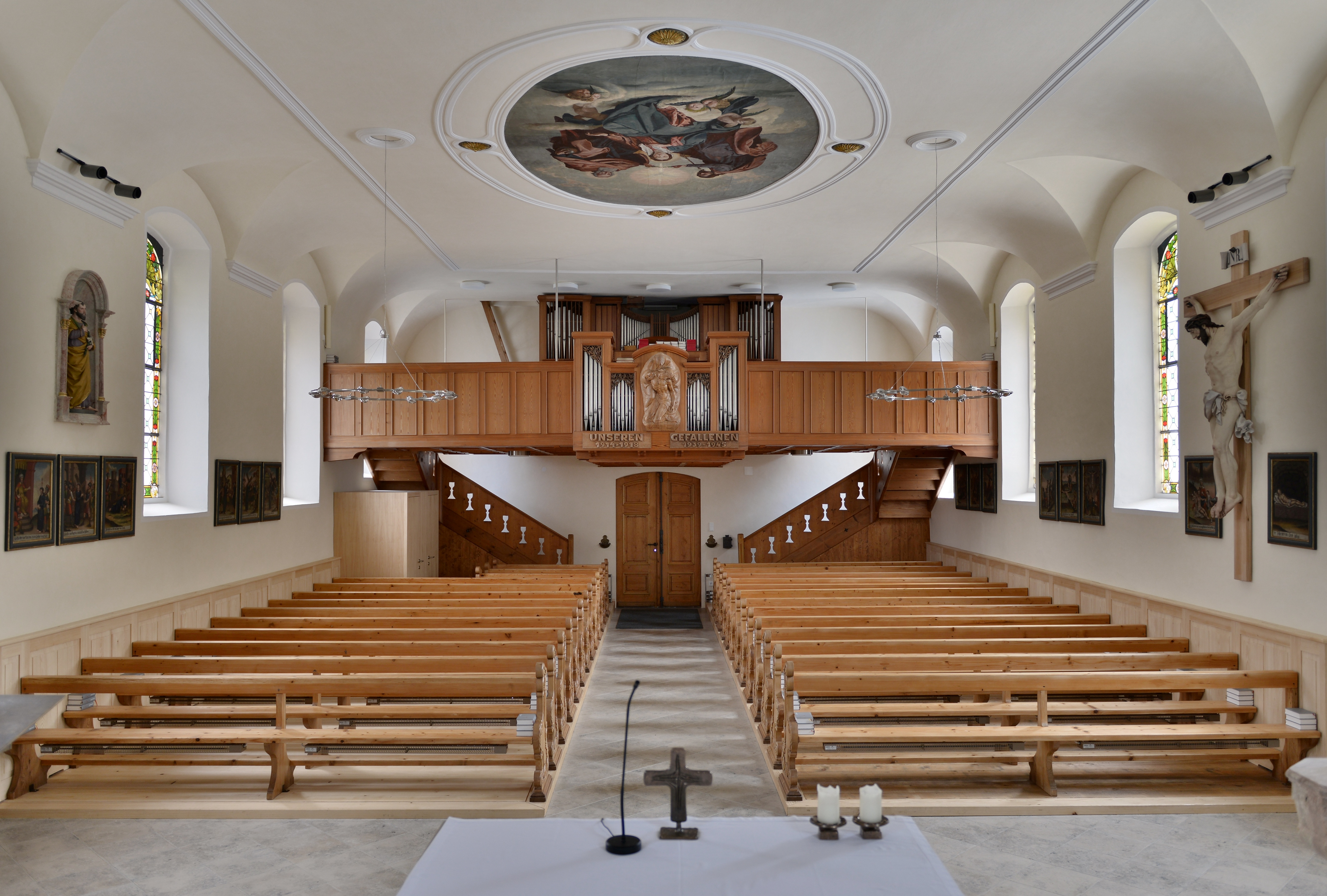
Empore

Die römisch-katholische Pfarrkirche Sibratsgfäll steht nördlich des Friedhofes im Ortskern der Bregenzerwälder Gemeinde Sibratsgfäll im Bezirk Bregenz in Vorarlberg. Sie ist dem Erzengel Michael geweiht und gehört zum Dekanat Vorderwald-Kleinwalsertal. Die Kirche steht unter Denkmalschutz.

## Geschichte
1732 wurde erstmals eine Kapelle urkundlich erwähnt. 1805 wurde ein Neubau errichtet und 1845 erweitert. 1815 wurde der Kirchturm erbaut und 1894 erhöht. 1951 wurde der Saalbau verlängert. In den Jahren 1951 bis 1958 erfolgte eine umfassende Renovierung. 1807 wurde die Kirche zur Pfarrkirche erhoben.

## Kirchenbau
Die Kirche besteht aus dem vierjochigen Langhaus und einer eingezogenen, polygonalen Apsis mit Segmentbogenfenstern. Der im Osten vorgestellte Turm hat rundbogige, gekuppelte Schallfenster und einen Giebelspitzhelm. Auf beiden Seiten der Apsis sind Sakristeianbauten aus dem 19. Jahrhundert sowie von 1947.
Das Westportal hat einen Segmentbogen. Im Langhaus sowie im Chor ist ein Spiegelgewölbe mit Stichkappen. Die Ecken vom Langhaus zur Triumphbogenwand sind abgerundet. Der Triumphbogen ist flach und leicht eingezogen. Der querrechteckige Altarraum hat einen 3/8-Schluss. Die tiefe Westempore trägt einen Orgelerker.
Im Chor stellen Glasfenster von 1926 die „Opferung Isaaks“ sowie die „Eherne Schlange“ dar. Im Langhaus sind um 1900 entstandene ornamentale Glasfenster angebracht. Das Deckengemälde die „Krönung Mariens“ entstand 1953 durch Hans Strobel.

## Ausstattung
Der Hochaltar mit Tabernakelaufbau aus der zweiten Hälfte des 19. Jahrhunderts ist durch eine Kreuzigungsgruppe geprägt, bestehend aus einem Kruzifix aus dem Jahr 1950 von Franz Albertani und Figuren der heiligen Maria und des heiligen Johannes aus der Mitte des 17. Jahrhunderts.
Die Seitenaltäre wurden 1876 geschaffen. Das Altarblatt des linken Seitenaltares zeigt die Heiligen Dominikus und Simon Stock vor der Madonna. Auf dem Altarblatt des rechten Seitenaltars ist der Erzengel Raphael abgebildet. Beide Altarbilder wurden von Franz Bertle 1876 gemalt. Im Chor hängen zwei Leinwandbilder von Andreas Brugger, die um 1800 entstanden. Sie zeigen zum einen den Erzengel Michael, zum anderen eine Darstellung einer Rosenkranzmadonna. Im Langhaus ist eine Nischenfigur des heiligen Josef aufgestellt. Gebhard Moosbrugger schuf sie Anfang des 20. Jahrhunderts. Die Kreuzwegbilder stammen aus dem 19. Jahrhundert. Die Orgel aus 1954 stammt von Hubert Neumann.